# Limonest
Limonest település Franciaországban, Métropole de Lyon különleges státuszú nagyvárosban (métropole: nagyjából „megyei jogú város”). Lakosainak száma 3933 fő (2022. január 1.). Limonest Chasselay, Poleymieux-au-Mont-d’Or, Saint-Didier-au-Mont-d’Or, Champagne-au-Mont-d’Or, Dardilly és Lissieu községekkel határos.

## Népesség
A település népességének változása:
| Lakosok száma | 3312 | 3409 | 3583 | 3777 | 3664 | 3648 | 3648 | 3742 | 3838 | 3933 |
|               | 2011 | 2013 | 2015 | 2016 | 2017 | 2018 | 2019 | 2020 | 2021 | 2022 |